# Danilo Eccher
Danilo Eccher (Tione di Trento, 27 giugno 1953) è un critico d'arte e curatore italiano.

## Biografia
Si è laureato con lode in Filosofia all'Università di Bologna e ha seguito il corso di perfezionamento in Storia dell'arte all'Università degli Studi di Parma.
È stato il primo Direttore della Galleria civica d'arte contemporanea di Trento (1989-1995), ha poi diretto la GAM Galleria d'arte moderna di Bologna (1996-2000), Ha inaugurato e diretto il MACRO Museo di arte contemporanea di Roma (2001-2008)per passare poi alla direzione della GAM Galleria civica d'arte moderna e contemporanea di Torino (2009-2014), si è concentrato soprattutto sulla nuova pittura contemporanea, organizzando mostre personali di Gilbert&George, Anselm Kiefer, Georg Baselitz, Christian Boltanski, Cecily Brown, Francesco Clemente, Roy Lichtenstein, Jenny Saville, Sean Scully, Julian Schnabel, Ettore Spalletti, Tom Wesselmann. 
Fra le personali curate, si ricordano inoltre quelle di Tony Cragg, Wolfgang Laib, Mario Merz, Marisa Merz, Hermann Nitsch.
Alla GAM di Torino è stato il primo direttore italiano a proporre un allestimento tematico temporaneo, in cui le opere della collezione, dall'Ottocento a oggi, erano messe in dialogo con concetti non solo storico-artistici.
Nel 1993 è stato commissario per la 45ª Biennale di Venezia, co-curando la mostra internazionale La coesistenza dell'arte.
Negli anni 1996-1999 è stato professore presso il corso di specializzazione di storia dell'arte presso l'Università di Bologna; nel 1997 ha insegnato alla Luiss di Roma presso il corso di management museale.
Negli anni
2002-2006 è co-direttore del master per curatori di arte contemporanea e architettura presso l'Università La Sapienza di Roma.
Dal 2004 al 2009 è stato direttore artistico di ARCOS Museo d'arte contemporanea del Sannio di Benevento.
Dal 2009 al 2011 è stato Presidente della Fondazione Galleria Civica di Trento.
Dal 2015 è curatore indipendente e, come tale, ha realizzato personali di Jannis Kounellis, Albert Oehlen, Sean Scully, Christian Boltanski e le collettive Love, Enjoy, Dream e Crazy presso il Chiostro del Bramante di Roma.
Dal 2019 è titolare della cattedra di Museologia e Filosofia della Curatela al Dipartimento di Filosofia dell'Università di Torino.
Nel 2020 ha curato la mostra Arte Povera: Italian Landscape al Metropolitan Museum di Manila.

## Mostre
- Mario Schifano (1986)
- Luigi Veronesi (1988)
- Paolo Vallorz (1988)
- Nunzio (1989)
- Luigi Mainolfi (1989)

### Presso la Galleria civica d'arte contemporanea di Trento
- Enzo Cucchi (1990)
- Hermann Nitsch (1991)
- Vasco Bendini (1992)
- Mimmo Paladino (1992)
- Vettor Pisani (1992)
- Marco Gastini (1993)
- Tony Cragg (1994)
- Mario Merz (1994)
- Yoko Ono (1995)
- Emilio Vedova (1996)

### Presso la Galleria d'arte moderna di Bologna
Personali
- Gilbert & George (1996)
- Sean Scully (1996)
- Julian Schnabel (1996)
- Christian Boltanski (1997)
- Georg Baselitz (1997)
- Salvo (1997)
- Marisa Merz (1998)
- Shirin Neshat e Vanessa Beecroft (1998)
- Anselm Kiefer (1999)
- Francesco Clemente (1999)
- Mat Collishaw (2000)
- Francesco Vezzoli (2000)

Collettive
- "Materiali anomali" (1997)
- "Pittura iconica" (1997)
- "Arte aniconica" (1998)
- "Appearance" (2000)
- "L'ombra della ragione" (2000)

### Presso il MACRO Museo di arte contemporanea di Roma)
Personali
- Tony Oursler (2002)
- Vik Muniz (2003)
- Cecilyn Brown (2003)
- Paola Pivi (2003)
- Simon Starling (2003)
- Michal Rovner (2003)
- Tatsuo Miyajima (2004)
- Tom Wesselmann (2005)
- Wolfgang Laib (2005)
- Jenny Saville (2005)
- Alfredo Jaar (2005)
- Marc Quinn (2006)
- Pedro Cabrita Reis (2006)
- Christian Boltanski (2006)
- Gadha Amer (2007)
- AES+F (2008)
- Gregor Schneider (2008)
- Ernesto Neto (2008)

Collettive
- "ChinArt" (2002)
- "Ipotesi di collezione" (2003)
- "Mediterraneans" (2004)
- "Nuove acquisizioni" (2005)
- "La città che sale" (2007)

### Presso la GAM Galleria civica d'arte moderna e contemporanea di Torino
Personali
- Osvaldo Licini: Capolavori (2010)
- Fang lijun (2012)
- Salvatore Scarpitta (2012)
- Nicola De Maria (2013)
- Ettore Spalletti (2014)
- Juliao Sarmento (2014)
- Roy Lichtentein: Opera Prima (2014)
- Cecily Brown (2014)
- Braco Dimitrijevic (2016)

Collettive
- "Il Teatro della Performance" (2009)
- "Keep Your Seat" (2010)
- "EROI" (2011)